# Dorcadion crassicolle
Dorcadion crassicolle là một loài bọ cánh cứng trong họ Cerambycidae.